# Palais de Conceição
Le Palácio da Conceição, également connu sous le nom de Palais épiscopal, est situé dans le quartier de Saúde, dans le centre historique de la ville de Rio de Janeiro, au Brésil.

## Historique
Situé au sommet du morro de Conceição, c'était l'ancienne résidence épiscopale de la ville, à côté de Fortaleza da Conceição.
Le premier prélat qui y résida fut le troisième évêque de Rio de Janeiro, D. Francisco de São Jerônimo, arrivé à Rio de Janeiro en 1702.
Lorsqu'il mourut, en 1721, avec la réputation d'un Saint, son corps fut inhumé à l'intérieur de la Chapelle du Palais.
Le bâtiment a été utilisé comme résidence jusqu'à ce que le siège de l'évêché soit transféré au Palácio São Joaquim, sur la Rua da Glória.
Plus tard, il a abrité le siège du Service géographique de l'armée et, répertorié par l'Instituto do Patrimônio Histórico e Artístico Nacional (IPHAN), il abrite actuellement le Musée cartographique, qui conserve certaines des plus anciennes cartes du pays.

## Source de traduction
- (pt) Cet article est partiellement ou en totalité issu de l’article de Wikipédia en portugais intitulé « Palácio da Conceição » (voir la liste des auteurs).